# Morris West
Morris West (n. 26 aprilie 1916, Victoria, Australia – d. 9 octombrie 1999, Sydney, Noul Wales de Sud, Australia) a fost un scriitor australian. În romanul Sandalele pescarului din 1963 a descris alegerea unui papă de origine slavă, cu 15 ani înainte de alegerea lui Karol Wojtyła ca papa Ioan Paul al II-lea. În romanul Bufonii lui Dumnezeu, continuarea trilogiei sale, a tematizat abdicarea succesorului acestuia, cu 32 de ani înainte de retragerea papei Benedict al XVI-lea în anul 2013.
Ecranizarea Sandalele pescarului din anul 1968 i-a avut pe Anthony Quinn și Laurence Olivier în rolurile principale.

## Traduceri în limba română
- A doua victorie, Editura Univers, București 1975.